# Flugunfall der TAM Linhas Aéreas in Bauru 1990
Der Flugunfall der TAM-Linhas-Aéreas in Bauru 1990 ereignete sich am 12. Februar 1990. Auf einem Inlandsflug der brasilianischen Fluggesellschaft TAM Linhas Aéreas von São Paulo nach Bauru kam es durch einen Pilotenfehler zum Leistungsverlust der Triebwerke einer Fokker F-27 Friendship 200, die daraufhin abstürzte. Bei dem Zwischenfall kamen drei Personen ums Leben.

## Flugzeug
Das betroffene Flugzeug war eine 1962 gebaute Fokker F-27. Das Flugzeug mit der Werknummer 10206 wurde im Werk von Fokker am Flughafen Amsterdam Schiphol endmontiert und absolvierte seinen Erstflug am 20. Juli 1962. Das zweimotorige Kurzstreckenflugzeug war mit 2 Turboprop-Triebwerken des Typs Rolls-Royce Dart 532-7 ausgestattet. Am 6. August 1962 wurde es an die DETA Linhas Aereas Mozambique ausgeliefert, bei der sie mit dem Luftfahrzeugkennzeichen CR-AIC betrieben wurde und den Taufnamen Quelimane erhielt. Im September wurde die Maschine auf das Kennzeichen C9-AIC umgeschrieben. Nach der Umbenennung der Fluggesellschaft in LAM - Linhas Aéreas de Moçambique wurde die Maschine ab Mai 1980 offiziell unter dem Namen dieser Fluggesellschaft betrieben. Im November 1981 wurde die Maschine durch die US-amerikanische Flugzeugleasinggesellschaft Manufacturers Hanover Leasing übernommen und ab November 1982 an die brasilianische VOTEC verleast, die am 1. August 1986 in Brasil Central Linhas Aéreas umfirmiert wurde, welche ihrerseits im Jahr 1990 von der TAM – Transportes Aéreos Meridionais übernommen wurde.

## Unfallhergang
Die Fokker startete vom Flughafen São Paulo-Congonhas (CGH) zu einem Inlandsflug nach Bauru. Der fliegende Pilot war ein Flugkapitän in Ausbildung, der durch einen Ausbilder und einen Prüfer begleitet wurde. Aufgrund von Überlastung der Frequenz der Bezirkskontrollstelle von Brasília wurde der Sinkflug aus einer Flughöhe von 14.000 Fuß (ca. 4270 Meter) eingeleitet, als die Maschine 50 Kilometer von Bauru entfernt war, anstatt der sonst üblichen 75 Kilometer. Nach einem schnellen Sinkflug auf 4000 Fuß (ca. 1220 Meter) wurde der Plan, einen Instrumentenanflug durchzuführen, verworfen und die Besatzung setzte mit einem Anflug auf Bahn 32 nach Sichtflugregeln fort. Dem auszubildenden Piloten war unwohl zumute, weil die Maschine zu schnell flog und sich zu nah am Flughafen befand. Der Ausbilder wünschte, dass der Anflug fortgesetzt werden solle und wies den fliegenden Piloten an, dass er das Fahrwerk ausfahren und die Auftriebshilfen von 16 auf 40 Grad umstellen solle. Die Geschwindigkeit der Maschine verringerte sich auf 135 Knoten (ca. 250 km/h), was immer noch zu schnell war. Nachdem sich der Pilot noch einmal bei seinem Ausbilder erkundigte, wer die Maschine landen würde, antwortete ihm dieser, dass er den Anflug und die Landung durchführen solle. Den fliegenden Piloten verunsicherte, dass der Ausbilder ebenfalls seine Steuersäule festhielt. Aufgrund der falschen Anflugkonfiguration fragte er noch einmal, wer die Landung durchführen würde und erklärte, dass er eine Schleife fliegen wolle, um die Ausrichtung des Flugzeugs für die Landung zu korrigieren. Schließlich übernahm der Ausbilder das Steuer. Der Triebwerksschub wurde reduziert, um das Flugzeug zu verlangsamen und für die Landung korrekt zu konfigurieren. Die Fokker sank mit einer hohen Geschwindigkeit von 2500 Fuß pro Minute (ca. 760 Meter pro Minute), wobei die Geschwindigkeit immer noch 130 Knoten (ca. 240 km/h) betrug.
Die Maschine setzte 775 Meter hinter der Schwelle und mit dem Bugrad zuerst auf Landebahn 32 auf. Anschließend sprang das Flugzeug wieder hoch, schwebte über der Landebahn und berührte diese abwechselnd mit dem rechten und dem linken Hauptfahrwerk. Dem Ausbilder wurde bewusst, dass er die Maschine nicht mehr auf dem verbliebenen Abschnitt der Landebahn zum Stehen bekommen würde. Er leitete daraufhin ein Durchstarten ein. Dabei erhöhte er den Schub nicht graduell, wie es das Betriebshandbuch vorsah, sondern schlagartig. Deshalb stieg die Turbinenabgastemperatur (TGT) in den kritischen Bereich. Die Brennkammern der Triebwerke erhielten zu viel Treibstoff. Durch die geringe Drehgeschwindigkeit der Propeller gelangte nicht genug Luft in die Triebwerke, um das Kerosin-Sauerstoff-Gemisch zu entzünden. Durch den steilen Anstellwinkel beim Steigflug wurde zudem zu viel Luft in die Triebwerke gesogen. Beide Triebwerke entwickelten nicht genug Leistung, um die Maschine in der Luft zu halten. Die Fokker sank herab und kollidierte mit mehreren Hindernissen am Boden, darunter einem Pkw. Ein Feuer brach aus.

## Opfer
Die Insassen der Fokker konnten die Maschine zunächst alle verlassen beziehungsweise lebend geborgen werden. Die beiden Insassen des Pkw – die 29-jährige Mechanikerin Gisele Marie Savi Pinto und ihr vierjähriger Sohn Guilherme – wurden bei dem Zusammenstoß getötet. Einige Tage nach dem Unfall starb auch der Flugkapitän Paulo Sérgio Espósito an den durch das Feuer erlittenen Verletzungen.